# Fabriciana bajuvarica
Fabriciana bajuvarica är en fjärilsart som beskrevs av Arnold Spuler 1901. Fabriciana bajuvarica ingår i släktet Fabriciana och familjen praktfjärilar. Inga underarter finns listade i Catalogue of Life.